# Joaquín Vergés
Joaquín Vergés (n. Colonia del Sacramento, Uruguay; 1 de junio de 1992) es un futbolista uruguayo. Juega de centrocampista y su equipo actual es Mushuc Runa de la Serie A de Ecuador.

## Trayectoria
Comenzó su carrera en las divisiones juveniles del Defensor Sporting Club de su país. Fue transferido al Tacuarembó Fútbol Club, con este equipo debutó en el fútbol profesional.
En 2015 llegó al Montevideo Wanderers Fútbol Club de la Primera División de Uruguay, con dicho equipo disputó torneo internacionales como la Copa Libertadores y Copa Sudamericana.
Para la temporada 2017 ficha por el Club Atlético Rentistas.
En 2018 llegó a El Salvador para jugar en el Club Deportivo Águila de la Primera División, también jugó la Liga de Campeones de la Concacaf. Permanenció hasta 2020.
A inicios de 2021 fue contratado por la Asociación Deportiva y Recreativa Jicaral de Costa Rica.
En la segunda mitad de 2021 jugó para el Club Deportivo Atlético Marte de El Salvador.
El 23 de diciembre de 2021 fue anunciado en Gualaceo Sporting Club de la Serie A de Ecuador. En 2023 regresó al club como refuerzo.
El 22 de junio de 2022 fue anunciado como refuerzo de 9 de Octubre de la Serie A, en calidad de préstamo hasta final de temporada, permaneció hasta el final del torneo.
En 2024 fichó por un año con Mushuc Runa Sporting Club, equipo de la Serie A de Ecuador. Al no renovar su contrato dejó el club en condición de agente libre, posteriormente tuvo un breve paso por el Pouso Alegre Futebol Clube de la Serie D de Brasil. En 2025 regresó a Ecuador y se anunció su fichaje por Libertad Fútbol Club.

## Estadísticas

### Clubes
Actualizado al último partido disputado el 19 de agosto de 2025.
| Club                           | Temporada     | Liga          | Liga  | Liga  | Copas nacionales | Copas nacionales | Copas internacionales | Copas internacionales | Otros | Otros | Total | Total |
| Club                           | Temporada     | Div.          | Part. | Goles | Part.            | Goles            | Part.                 | Goles                 | Part. | Goles | Part. | Goles |
| ------------------------------ | ------------- | ------------- | ----- | ----- | ---------------- | ---------------- | --------------------- | --------------------- | ----- | ----- | ----- | ----- |
| Tacuarembó F. C. · Uruguay     | 2013-14       | 2.ª           | 24    | 3     | Inexistentes     | Inexistentes     | Inexistentes          | Inexistentes          | —     | —     | 24    | 3     |
| Tacuarembó F. C. · Uruguay     | 2014-15       | 1.ª           | 15    | 1     | Inexistentes     | Inexistentes     | Inexistentes          | Inexistentes          | —     | —     | 15    | 1     |
| Tacuarembó F. C. · Uruguay     | 2018          | 2.ª           | 13    | 1     | Inexistentes     | Inexistentes     | Inexistentes          | Inexistentes          | —     | —     | 13    | 1     |
| Tacuarembó F. C. · Uruguay     | 2020          | 2.ª           | 18    | 3     | Inexistentes     | Inexistentes     | Inexistentes          | Inexistentes          | —     | —     | 18    | 3     |
| Tacuarembó F. C. · Uruguay     | Total club    | Total club    | 70    | 8     | 0                | 0                | 0                     | 0                     | 0     | 0     | 70    | 8     |
| Montevideo Wanderers · Uruguay | 2014-15       | 1.ª           | 8     | 1     | Inexistentes     | Inexistentes     | —                     | —                     | —     | —     | 8     | 1     |
| Montevideo Wanderers · Uruguay | 2015-16       | 1.ª           | 10    | 2     | Inexistentes     | Inexistentes     | 6                     | 0                     | —     | —     | 16    | 2     |
| Montevideo Wanderers · Uruguay | 2016          | 1.ª           | 10    | 0     | Inexistentes     | Inexistentes     | 6                     | 0                     | —     | —     | 16    | 0     |
| Montevideo Wanderers · Uruguay | 2017          | 1.ª           | 9     | 0     | Inexistentes     | Inexistentes     | 3                     | 0                     | —     | —     | 12    | 0     |
| Montevideo Wanderers · Uruguay | Total club    | Total club    | 37    | 3     | 0                | 0                | 15                    | 0                     | 0     | 0     | 52    | 3     |
| C. A. Rentistas · Uruguay      | 2017          | 2.ª           | 14    | 1     | Inexistentes     | Inexistentes     | Inexistentes          | Inexistentes          | —     | —     | 14    | 1     |
| C. A. Rentistas · Uruguay      | Total club    | Total club    | 14    | 1     | 0                | 0                | 0                     | 0                     | 0     | 0     | 14    | 1     |
| C. D. Águila · El Salvador     | 2018-A        | 1.ª           | 24    | 8     | 0                | 0                | —                     | —                     | —     | —     | 24    | 8     |
| C. D. Águila · El Salvador     | 2019-C        | 1.ª           | 19    | 3     | 0                | 0                | —                     | —                     | —     | —     | 19    | 3     |
| C. D. Águila · El Salvador     | 2019-A        | 1.ª           | 17    | 5     | 0                | 0                | 2                     | 0                     | —     | —     | 19    | 5     |
| C. D. Águila · El Salvador     | 2020-C        | 1.ª           | 11    | 0     | 0                | 0                | —                     | —                     | —     | —     | 11    | 0     |
| C. D. Águila · El Salvador     | Total club    | Total club    | 71    | 16    | 0                | 0                | 2                     | 0                     | 0     | 0     | 73    | 16    |
| A. D. R. Jicaral · Costa Rica  | 2021-C        | 1.ª           | 16    | 1     | 0                | 0                | Inexistentes          | Inexistentes          | —     | —     | 16    | 1     |
| A. D. R. Jicaral · Costa Rica  | Total club    | Total club    | 16    | 1     | 0                | 0                | 0                     | 0                     | 0     | 0     | 16    | 1     |
| Atlético Marte · El Salvador   | 2021-A        | 1.ª           | 15    | 1     | 0                | 0                | Inexistentes          | Inexistentes          | —     | —     | 15    | 1     |
| Atlético Marte · El Salvador   | Total club    | Total club    | 15    | 1     | 0                | 0                | 0                     | 0                     | 0     | 0     | 15    | 1     |
| Gualaceo S. C. · Ecuador       | 2022          | 1.ª           | 15    | 9     | 0                | 0                | Inexistentes          | Inexistentes          | —     | —     | 15    | 9     |
| 9 de Octubre F. C. · Ecuador   | 2022          | 1.ª           | 11    | 1     | 4                | 0                | —                     | —                     | 0     | 0     | 15    | 1     |
| 9 de Octubre F. C. · Ecuador   | Total club    | Total club    | 11    | 1     | 4                | 0                | 0                     | 0                     | 0     | 0     | 15    | 1     |
| Gualaceo S. C. · Ecuador       | 2023          | 1.ª           | 30    | 11    | —                | —                | —                     | —                     | —     | —     | 30    | 11    |
| Gualaceo S. C. · Ecuador       | Total club    | Total club    | 45    | 20    | 0                | 0                | 0                     | 0                     | 0     | 0     | 45    | 20    |
| Mushuc Runa · Ecuador          | 2024          | 1.ª           | 28    | 4     | 5                | 2                | —                     | —                     | —     | —     | 33    | 6     |
| Pouso Alegre F. C. · Brasil    | 2025          | 4.ª           | 0     | 0     | 0                | 0                | —                     | —                     | —     | —     | 0     | 0     |
| Pouso Alegre F. C. · Brasil    | Total club    | Total club    | 0     | 0     | 0                | 0                | 0                     | 0                     | 0     | 0     | 0     | 0     |
| Libertad F. C. · Ecuador       | 2025          | 1.ª           | 7     | 0     | 0                | 0                | —                     | —                     | —     | —     | 7     | 0     |
| Libertad F. C. · Ecuador       | Total club    | Total club    | 7     | 0     | 0                | 0                | 0                     | 0                     | 0     | 0     | 7     | 0     |
| Mushuc Runa · Ecuador          | 2025          | 1.ª           | 5     | 0     | 0                | 0                | 2                     | 0                     | —     | —     | 7     | 0     |
| Mushuc Runa · Ecuador          | Total club    | Total club    | 33    | 4     | 5                | 2                | 2                     | 0                     | 0     | 0     | 40    | 6     |
| Total carrera                  | Total carrera | Total carrera | 319   | 55    | 9                | 2                | 19                    | 0                     | 0     | 0     | 347   | 57    |
| 1. 2.                          |               |               |       |       |                  |                  |                       |                       |       |       |       |       |

## Palmarés

### Campeonatos nacionales
| Título           | Club             | País        | Año     |
| ---------------- | ---------------- | ----------- | ------- |
| Segunda División | Tacuarembó F. C. | Uruguay     | 2013-14 |
| Primera División | C. D. Águila     | El Salvador | 2019    |

### Distinciones individuales
| Distinción                 | Equipo         | País    | Año  |
| -------------------------- | -------------- | ------- | ---- |
| Mejor jugador de la Fase 1 | Gualaceo S. C. | Ecuador | 2022 |